# Greg Ganske

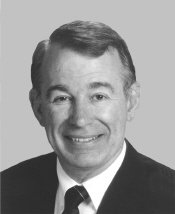
Greg Ganske

John Greg Ganske (* 31. März 1949 in New Hampton, Chickasaw County, Iowa) ist ein US-amerikanischer Politiker. Zwischen 1995 und 2003 vertrat er den Bundesstaat Iowa im US-Repräsentantenhaus.

## Werdegang
Greg Ganske studierte bis 1972 an der University of Iowa politische Wissenschaften. Anschließend studierte er bis 1976 an derselben Universität Medizin. In den folgenden Jahren arbeitete er als plastischer Chirurg. Von 1986 bis 2001 war er auch Militärarzt bei der Reserve der US-Armee und leitete eine Farm.
Politisch schloss sich Ganske der Republikanischen Partei an. Bei den Kongresswahlen 1994 wurde er im vierten Distrikt von Iowa in das US-Repräsentantenhaus in Washington, D.C. gewählt. Dort trat er am 3. Januar 1995 die Nachfolge von Neal Edward Smith von der Demokratischen Partei an, den er bei der Wahl geschlagen hatte. Nach drei Wiederwahlen konnte Ganske sein Mandat im Kongress bis zum 3. Januar 2003 ausüben.
Im Jahr 2002 verzichtete er auf eine erneute Kandidatur für das US-Repräsentantenhaus. Stattdessen kandidierte er erfolglos gegen Tom Harkin für den US-Senat. Greg Ganske ist mit Corrine Mikkelson verheiratet und lebt heute in Des Moines.